# Voalavo gymnocaudus
Voalavo gymnocaudus es una especie de roedor de la familia Nesomyidae.

## Distribución geográfica
Es endémica del norte de Madagascar.